# Вішня-Мала (гміна)
Гміна Вішня-Мала (пол. Gmina Wisznia Mała) — сільська гміна у південно-західній Польщі. Належить до Тшебницького повіту Нижньосілезького воєводства.
Станом на 31 грудня 2011 у гміні проживало 9429 осіб.

## Площа
Згідно з даними за 2007 рік площа гміни становила 103.33 км², у тому числі:
- орні землі: 65.00%
- ліси: 13.00%

Таким чином, площа гміни становить 10.08% площі повіту.

## Населення
Станом на 31 грудня 2011:
| Опис     | Загалом | Загалом | Чоловіки | Чоловіки | Жінки | Жінки |
| -------- | ------- | ------- | -------- | -------- | ----- | ----- |
| одиниця  | осіб    | %       | осіб     | %        | осіб  | %     |
| все      | 9429    | 100     | 4596     | 48.74    | 4833  | 51.26 |
| міське   | 0       | 100     | 0        |          | 0     |       |
| сільське | 9429    | 100     | 4596     | 48.74    | 4833  | 51.26 |

## Сусідні гміни
Гміна Вішня-Мала межує з такими гмінами: Длуґоленка, Оборники-Шльонські, Тшебниця.